# 川原和久
川原 和久（かわはら かずひさ、1961年〈昭和36年〉12月26日 - ）は、日本の俳優、声優。劇団ショーマ所属。所属事務所はナッポスユナイテッド。福岡県北九州市八幡西区（出生当時は八幡市）出身。北九州市立熊西中学校、福岡県立八幡南高等学校、日本大学藝術学部演劇学科卒業。身長183cm。体重68kg。

## 略歴・人物
劇団ショーマの看板俳優として、多数の舞台に出演。近年は他劇団への客演や、プロデュース公演のほか、映画、テレビドラマ、アニメなど幅広く活躍している。
テレビ朝日系ドラマ『相棒』では、2時間ドラマ時代・連続ドラマ時代を含めて、全シリーズで警視庁刑事部捜査一課7係巡査部長・伊丹憲一役として出演し、悪を許さない正義漢・熱血漢あふれる刑事役を演じる。寺脇康文演じる元特命係の亀山薫と顔を合わせた時のケンカ腰な台詞や捨て台詞、水谷豊演じる杉下右京と亀山の二人に対してのイヤミな台詞は『相棒』での定番となっていた。
塗装工のアルバイト経験がある。一般住宅の現場が中心だったが、羽田空港の橋脚の塗装を手掛けたこともあった。『相棒』シリーズが始まり、レギュラー出演するようになってからも声がかかれば勤務し、season6の頃まで俳優業と掛け持ちしていた。川原曰く役者専業になってからも塗装作業は好きとのことで、自分が塗装した建物の付近で『相棒』の撮影をしたことも幾度かあったと語っている。
2008年5月7日の『やぐちひとり©』（テレビ朝日）にて、バラエティ番組に初出演。
2009年には、連続特撮テレビドラマ『仮面ライダーディケイド』で敵の大幹部アポロガイストを演じ、映画『オーズ・電王・オールライダー レッツゴー仮面ライダー』でもアポロガイストの声を担当した。また、PS3用ゲーム『仮面ライダー バトライド・ウォー』でも、再びアポロガイストの声を担当している。
2012年6月26日、川原と共演経験がある7代目市川染五郎（当時。現在の10代目松本幸四郎）を通じて知り合った、染五郎の姉である松本紀保と結婚したことを連名のFAXで発表。女優・歌手の松たか子は義妹、その夫であるギタリストの佐橋佳幸は義弟（川原と佐橋とは同い年である）。
2019年、ネヴァーランド・アーツからナッポスユナイテッドに移籍。

## 出演

### テレビドラマ

#### NHK総合テレビ系
- 腕におぼえあり 2 第8話「陰の頭領」（1992年、NHK総合テレビ）
- 秋の一族（1994年、NHK総合テレビ） - 川田誠治 役
- ギャートルズ 旅立ち（1994年、NHK-BS2）
- 病院（1996年、NHK総合テレビ土曜ドラマ） - 金沢 役
- BS日曜ドラマ「日だまり刑事 容疑者リオの涙」（1997年、NHK-BS2） - 氏家譲 役
- 大河ドラマ
  - 元禄繚乱 第48話（1999年、NHK総合テレビ）
- 新・ズッコケ三人組 第11回（2002年、NHK総合テレビ） - 辰巳茂敏 役

#### 日本テレビ系
- 代紋〈エンブレム〉TAKE2 弧狼の章（1994年、日本テレビ） - 黒川組・頭 役
- 君を見つめて〜トゥルーロマンス〜（1995年、日本テレビ） - 吉岡由紀夫 役
- ザ・シェフ（1995年、日本テレビ） - 柏木慎一 役
- リミット もしも、わが子が… 第1話（2000年、読売テレビ）
- 弱くても勝てます 〜青志先生とへっぽこ高校球児の野望〜（2014年、日本テレビ） - 峠直介 役
- 部長 風花凜子の恋（2018年、読売テレビ） - 須田洋二郎

#### テレビ朝日系
- 代表取締役刑事 第10話「動く標的」（1990年、テレビ朝日）
- 綾辻行人・有栖川有栖からの挑戦状2 安楽椅子探偵、再び（2000年、ABCテレビ） - 木島通明 役
- 土曜ワイド劇場（テレビ朝日系）
  - タクシードライバーの推理日誌 1（1992年、テレビ朝日） - 東山刑事とコンビを組んだ刑事
  - タクシードライバーの推理日誌 5（1995年、テレビ朝日） - 別所秀介 役
  - 探偵事務所 第3話（1996年、テレビ朝日・東映） - 安野邦夫 役
  - 同居人カップルの推理旅行 (4)（1996年、テレビ朝日） - 木村慎吾 役
  - 京都・在原業平殺人事件（1999年、テレビ朝日） - 露木豊 役
  - おばはん刑事!流石姫子 7（2002年、テレビ朝日） - 沢渡琢磨 役
  - 西村京太郎トラベルミステリー40「青函特急殺人ルート」（2003年、テレビ朝日・東映）
- はみだし刑事情熱系（テレビ朝日）
  - はみだし刑事情熱系 PART2 第12話（1998年1月7日） - 島本信行
  - はみだし刑事情熱系 PART6 第23話（2002年）
- 相棒シリーズ - 伊丹憲一 役
  - pre season（2000年6月3日、2001年1月27日・11月10日）
  - season1（2002年10月9日 - 12月25日）
  - season2（2003年10月8日 - 2004年3月17日）
  - season3（2004年10月13日 - 2005年3月23日）
  - season4（2005年10月12日 - 2006年3月15日）
  - season5（2006年10月11日 - 2007年3月14日）
  - season6（2007年10月24日 - 2008年3月19日）
  - 裏相棒（2008年4月21日 - 5月1日）
  - season7（2008年10月22日 - 2009年3月18日）
  - season8（2009年10月14日 - 2010年3月10日）
  - season9（2010年10月20日 - 2011年3月9日）
  - season10（2011年10月19日 - 2012年3月21日）
  - season11（2012年10月10日 - 2013年3月20日）
  - season12（2013年10月16日 - 2014年3月19日）
  - season13（2014年10月15日 - 2015年3月18日）
  - season14（2015年10月14日 - 2016年3月16日）
  - season15（2016年10月12日 - 2017年3月22日）
  - season16（2017年10月18日 - 2018年3月14日）
  - season17（2018年10月17日 - 2019年3月20日）
  - season18（2019年10月9日 - 2020年3月18日）
  - season19（2020年10月14日 - 2021年3月17日）
  - season20（2021年10月13日 - 2022年3月23日）
  - season21（2022年10月12日 - 2023年3月15日）
  - season22（2023年10月18日 - 2024年3月13日）[5]
  - season23（2024年10月16日 - 2025年3月12日）[6]
- 仮面ライダーシリーズ
  - 仮面ライダー龍騎 第26話（2002年、テレビ朝日・東映・ADK） - 大滝 役
  - 仮面ライダーディケイド（2009年7月 - 8月、テレビ朝日・東映・ADK） - アポロガイスト 役
- 子連れ狼・完結編 第10話「最期の死闘！大五郎に贈る涙の言葉…」（2004年、テレビ朝日） - 望月左近 役
- メイド刑事 第1話「狙われた京都セレブ夫人を救え!」（2009年6月26日、テレビ朝日） - 玉村 役
- 松本清張 黒い福音〜国際線スチュワーデス殺人事件〜（2014年1月19日、テレビ朝日） - 小林信夫 役
- 陰陽師（2015年9月13日） - 藤原兼家 役

#### TBS系
- さしすせそ!? 第28 - 30話（1998年、TBS）
- 月曜ドラマスペシャル
  - 浅見光彦シリーズ 第11作（1998年、TBS）- 浅岡 役
  - 「監察医・藪野善次郎 8」（2000年、TBS） - 樋口貴之 役
- 温泉へ行こう（1999年、TBS） - 蔵原敦志 役
- QUIZ 第11話（2000年、TBS）
- 月曜ミステリー劇場
  - 「ざこ検事・潮貞志の事件簿(3)」（2005年、TBS） - 安藤稔 役
- 半沢直樹 第2部（2013年、TBS） - 貝瀬郁夫 役
- 集団左遷!!（2019年、TBS） - 金村勇二 役

#### テレビ東京系
- 付き馬屋おえん事件帳 第3シリーズ 第8話「悪党裁く吉原人形」（1995年5月29日、テレビ東京・松竹） - 松浪市之進 役
- 松本清張原案・時代劇スペシャル 文吾捕物絵図 張り込み（1996年、テレビ東京）
- ひねくれ女のボッチ飯（2021年4月29日 - 5月29日、テレビ東京） - 黒岩和彦 役
- ソロ活女子のススメ3 第6話（2023年5月11日、テレビ東京） - ねぎま鍋の男性客 役
- それぞれの孤独のグルメ 第11話・第12話（2024年12月13日、20日、テレビ東京） - 中町洋介 役[7]

#### フジテレビ系
- 世にも奇妙な物語「佐藤・求む」（1991年、フジテレビ）
- さよならをもう一度 第5話（1992年、フジテレビ）
- Trap-TV 第1話「殺意の日記」（1993年、フジテレビ）
- 夏子の酒（1994年、フジテレビ）
- ハートにS 第3回「泥棒医者」（1995年、フジテレビ）
- 正義は勝つ 第4話（1995年、フジテレビ） - 佐野健児 画家 役
- 白線流し 第10話（1996年、フジテレビ） - 長野県警察山岳遭難救助隊 役
- 金曜エンタテイメント
  - 浅見光彦シリーズ2「横浜殺人事件」（1996年、フジテレビ） - 横浜の刑事 役
  - 英二ふたたび（1997年、フジテレビ） - 八田興業 チンピラ 役
  - スチュワーデス刑事2（1998年、フジテレビ）
- 御家人斬九郎 第2シリーズ 第8話「賞金桜」（1997年、フジテレビ） - 山犬新兵衛 役
- イヴ（1997年、フジテレビ）
- 金曜プレステージ
  - 「潮風の診療所〜岬のドクター奮戦記〜」（2007年、フジテレビ）
- BARレモン・ハート（2015年 - 、BSフジ） - メガネさん 役

### 映画
- 不可思議物語8 猫はよく朝方帰ってくる（1988年）
- カットビブギ2 フラットアウト ベイビー（1993年）
- 極道の妻たち 赫い絆（1995年）
- 美姉妹（1995年）
- 快楽殺人 女捜査官・囮（1996年）
- Would you like to ダンス?（1996年）
- BROTHER（2001年）
- サイコハンニバル（2001年）
- 相棒 - 伊丹憲一 役
  - 相棒 -劇場版- 絶体絶命! 42.195km 東京ビッグシティマラソン（2008年）
  - 相棒シリーズ 鑑識・米沢守の事件簿（2009年）
  - 相棒 -劇場版II- 警視庁占拠! 特命係の一番長い夜（2010年）
  - 相棒シリーズ X DAY（2013年・主演）
  - 相棒 -劇場版III- 巨大密室! 特命係 絶海の孤島へ（2014年）
  - 相棒 -劇場版IV- 首都クライシス 人質は50万人! 特命係 最後の決断（2017年）
- 泣きたいときのクスリ（2009年）
- オーズ・電王・オールライダー レッツゴー仮面ライダー（2011年） - アポロガイストの声 役（友情出演）
- 犬のおまわりさん てのひらワンコ3D（2011年） - 瀬田正志 役
- 親不孝役者（2015年）

### 配信ドラマ
- 相棒 - 伊丹憲一 役
  - 裏相棒2（2009年3月18日 - 4月8日）
  - 相棒 -劇場版III- 序章（2014年、dビデオ）
  - 裏相棒3（2017年2月6日 - 10日）
  - 相棒 sideA /sideB（2024年3月20日）[8]
  - 相棒 sideX（2024年10月16日）[9]

### 舞台

#### 劇団ショーマ
- みらあ（1982年10月）
- ゴッドファーザー（1983年5月）
- ある日、ぼくらは夢の中で出会う（1983年9月）
- ボクサァ（1984年3月）
- パズラー（1984年7月）
- アクアヴィットに酔いしれて（1985年7月）
- WHODUNIT（1986年4月）
- けれどスクリーンいっぱいの星（1986年11月）
- ウォルター・ミティにさよなら（1987年8月）
- アメリカの夜（1987年11月）
- 極楽トンボの終らない明日（1988年6月）
- ルシファーは楽園の夢を見る（1989年4月）
- クラウドランド年代記（1990年11月 - 1991年1月）
- クレセントホテル（1992年2 - 3月）
- 上海CLUB（1993年1月）
- 逃亡者たちの家（1993年8月）
- 八月のシャハラザード（1994年8月 - 9月）
- VS.（1995年3月）
- ゲームの名前（1996年3月）
- イサムの世界（1997年4月 - 5月）
- さらば、たかしお（1997年9月 - 10月）
- ミスト（1999年4月）
- リプレイ（2000年3月 - 4月）

#### その他
- 女殺油地獄
- ソープオペラ（自転車キンクリート）
- また逢おうと竜馬は言った（演劇集団キャラメルボックス・1992年版）
- プリズンホテル（日本テレビプロデュース）
- 洒落男たち〜モダンボーイズ〜（1994年）
- 例の件だけど、(自転車キンクリートSTORE)
- 河童（月影十番勝負 第参番）
- ポップコーン（Festival UK '98）
- 蝿取り紙 〜山田家の5人兄妹〜（自転車キンクリートSTORE）
- OVER THE CENTURY 〜百年の彼方に〜（泪目銀座）
- 第17捕虜収容所（自転車キンクリートSTORE）
- 花の紅天狗（劇団☆新感線）
- ヒトミ（演劇集団キャラメルボックス・2004年版）
- 髑髏城の七人〜アオドクロ（劇団☆新感線）
- TRUTH（演劇集団キャラメルボックス）
- エデンの東
- アーバンクロウ（THE・ガジラ）
- 容疑者Xの献身（演劇集団キャラメルボックス）
- ナミヤ雑貨店の奇蹟（2016年）
- めんたいぴりり～博多座版～ 未来永劫編（2019年、博多座）
- 野球 飛行機雲のホームラン 〜Homerun of Contrail（2024年）[10]

### テレビアニメ
- 頭文字D Second Stage（1999年、プライム・ディレクション・オービー企画） - 岩城清次 役
- 頭文字D Fourth Stage（2004年 - 2006年、トゥーマックス・ウェッジリンク・オービー企画） - 岩城清次 役
- 頭文字D Final Stage（2014年、ウェッジリンク） - 岩城清次 役
- かいけつゾロリ 第31・32話（2004年、名古屋テレビ） - ヘーブ役

### OVA
- BE-BOP-HIGHSCHOOL（1998年） - 池田 役
- 銀河英雄伝説外伝 螺旋迷宮（2000年） - ウィルヘルム・フォン・ミュッケンベルガー 役

### 劇場アニメ
- 頭文字D Third Stage（2001年） - 岩城清次 役

### ゲーム
- 頭文字D Special Stage（2003年、アーケードゲーム） - 岩城清次 役
  - 頭文字D ARCADE STAGE 4（2007年、アーケードゲーム）
  - 頭文字D EXTREME STAGE（2008年、PS3）
  - 頭文字D ARCADE STAGE 5（2009年、アーケードゲーム）
- BLOOD+ ONE NIGHT KISS（2006年、PS2） - 原木稔 役
- 相棒DS（2009年、ニンテンドーDS） - 伊丹憲一 役
- 仮面ライダー バトライド・ウォー シリーズ - スーパーアポロガイスト 役
  - 仮面ライダー バトライド・ウォー（2013年、PS3）
  - 仮面ライダー バトライド・ウォーII（2014年、PS3・Wii U）
  - 仮面ライダー バトライド・ウォー創生（2016年、PS3・PS4・PS Vita）
- 仮面ライダー サモンライド!（2014年12月4日、PS3、Wii U） - スーパーアポロガイスト 役

### 吹き替え
- リスキーブライド-狼たちの絆（1997年）

### ラジオドラマ
- 青春アドベンチャー 「北壁の死闘」（1992年8月3日 - 14日、NHK-FM）[11]
- 特集オーディオドラマ 「気のきいた予告編の作り方」（1993年12月11日、NHK-FM）
- FMシアター 「男たち」（2001年6月9日、NHK-FM）[12]
- 泣きたいときのクスリ2008　第2週「竹野くんの話」（2008年11月10 - 13日、TOKYO FM） - 金丸駅長 役[13]
- 貫地谷しほりのラジオ劇団・小さな奇跡 「スプーク！」（2009年11月2日 - 5日、TOKYO FM ） - 原口仁 役
- 貫地谷しほりのラジオ劇団・小さな奇跡 「カクテルはいかが？」（2010年3月1日 - 4日、TOKYO FM ） - 立川健一 役
- FMシアター 「春を待つ音」（2017年7月8日、NHK-FM）[14]

### ナレーション
- 地球を学ぶ航海 〜あの日見た空を 私たちは一生忘れない!〜（2009年8月23日、BS朝日）
- 財津和夫 “夕陽を追いかけて”〜チューリップと歩んだ40年〜（2013年11月23日、NHK総合）[15]
- ぶっちゃけ寺&Qさま!! 合体3時間スペシャル（2015年8月31日、テレビ朝日） - Qさま!!部分の出題ナレーション

### CM
- 湖池屋 ジャガッツ
- 日本リーバ モッズヘア
- トヨタ・クラウン（ナレーション）
- 公共広告機構（現：ACジャパン）「大人を逃げるな。」（ナレーション、出演・八名信夫）
- コンパック
- 大正製薬「リポビタンD」 - 伊丹憲一 役
  - 『相棒-劇場版-』とのタイアップCM。伊丹刑事に扮し、鑑識・米沢（六角精児）とのコンビで“ファイト一発!”と叫ぶ。
- 黄桜酒造「黄桜」 - 伊丹憲一 役
  - 『相棒-劇場版II-』とのタイアップCM。伊丹刑事に扮し、割烹「花の里」で一服している鑑識・米沢（六角精児）のもとへ駆け込んでくる。CMには宮部たまき役の益戸育江も出演している。
- アウディ・ジャパン（ナレーション）
- KDDI - auシニアスマホ「二人の悩み」篇（志賀廣太郎と共演）
- M&Aベストパートナーズ - 「篇ともに進む、新たな選択肢を」篇（神保悟志と共演）[16]